# Drokz
Drokz, de son vrai nom Richard Koek, est un producteur et disc jockey néerlandais de mainstream hardcore et terror. Il a longtemps officié comme MC lors des événements Thunderdome. De par sa longévité sur scène et derrière les platines, il est surnommé « Opa Drokz » (en français : « papy Drokz »), et pour son importance au sein du milieu « The Godfather of Terror » (en français : « le parrain du terrorcore »). 
Mise à part son activité de DJ, Richard Koek travaille depuis 2012 à plein temps comme employé d'une grande entreprise de technologies de l'information. Il préfère désormais ne plus composer dans la précipitation et sous la pression.

## Biographie

### Jeunesse
Richard Koek est décrit comme un adolescent difficile, avec des problèmes de concentration. Il vit pendant les années 1980 à Hoofddorp avec ses parents qui ont peu de moyens. Il doit pour avoir sa première paire de Nike porter ses précédentes chaussures une année durant, sans quoi sa mère aurait trouvé que cela était du gaspillage. À treize ans, ses parents lui imposent de travailler s'il veut de l'argent de poche, ce qu'il fait en allant tenir la caisse d'un magasin à Rijsenhout. Il peut dès lors s'acheter ses premiers disques de hip-hop, en particulier LL Cool J et Dr. Dre.

### Débuts
Drokz effectue sa première prestation de MC en 1992. Durant les années 1990, Drokz devient une figure importante de la scène gabber, à la fois comme coanimateur de l'émission TMF Hakkeeh et comme MC lors des soirées Thunderdome à partir de novembre 1996. Il est rédacteur d'articles pour Thunder Magazine sous le pseudonyme « ff ouwehoeren »,. Il connaît la même promotion fulgurante que son ami Da Mouth of Madness, passant du prolo sans avenir au statut de célébrité en peu de temps. Ils sont tous deux appelés en 1996 pour animer TMF Hakkeeh après le débarquement de Gabber Piet ; sans réel contrôle de la part d'ID&T, il bénéficie d'une grande autonomie pour son émission ; il s'occupe en particulier de la rubrique « Effe Ouwehoeren met Drokz » où il incarne parfois le personnage de « Opa Drokz », surnom qui lui restera.
Mais le gabber s'essouffle à la fin de la décennie 1990. Drokz doit se réinventer. Il bénéficie pour cela de ses contacts privilégiés avec ID&T et avec son ami DJ Akira. Ils organisent ensemble leurs premières soirées, où ils mixent leurs compositions et celles des autres DJ en les poussant jusqu'à 250 BPM, à la pointe du terrorcore d'alors. Après le rebond de la deuxième vague gabber, il est présent fréquemment lors des événements généralement sur deux scènes, sur la scène principale où il mixe du mainstream, puis sur une scène secondaire où il mixe et joue du terror, son style de prédilection. Il joue en particulier lors des événements Thunderdome et Masters of Hardcore.

### Retour à l'underground et suites
Une fois la deuxième période de popularité du gabber venue, Drokz poursuit sa carrière. Toujours présent lors des événements qui continuent à drainer les foules, il apprécie de mettre en valeur dans ses sets la génération montante, comme DJ Mithridate, Deterrent Man ou Danny Ovington. Il est le tout dernier à jouer, avec DaY-már et animé par MC Ruffian, sur la scène principale du dernier événement Thunderdome, le 15 décembre 2012. Bien qu'ayant refusé de composer un des hymnes de l'événement, le dernier morceau qu'ils jouent alors, intitulé Our Song, devient une sorte d'hymne non officielle de The Final Exam.
En 2017, il s'associe à l'artiste uptempo DRS pour le morceau Fuck the Generation Gap. En 2019, il s'associe à la marque de prêt-à-porter Elitepauper pour sortir une ligne de vêtements, intitulée « Kapot Hard ».

## Style musical
Le style musical de Drokz use d'une rythmique élevée, depuis 180 jusqu'à plus de 220 BPM. Il utilise peu de claps, pas de vocal, éléments constitutif du son terror, pure rythmique. Il cite comme DJ produisant un son similaire au sien : Akira, Paranoizer, KRTM, Tripped, et The Sinner.

## Discographie
- 1995 : Bier EP (avec Conabis) (Dance International Records)
- 1995 : Death of a Zombie (avec Count Negative) (Hellsound Records)
- 1997 : Come Out With Your Pants Down EP (Noizer) (Hard Attack Records)
- 2002 : El Drokzoz Strikez Back (Social Parasite)
- 2002 : Legal Drokz (2x12", CD : North Radical)
- 2002 : Digital Funeral Vol.1 (Head Fuck Records)
- 2004 : Rock and Rolling (Hong Kong Violence)
- 2004 : The Inner Crisis (Masters of Hardcore)
- 2004 : Hell Invades Gods Heaven (Tafkat, Creatures of the Occult, Manu le Malin)
- 2005 : Slash (Narration)
- 2005 : Appendix Recovery
- 2007 : Thunderdome 2007 Anthem / Remember Remixes (Promo, MC Drokz, 3 Steps Ahead) (The Third Movement)
- 2007 : Appendix Recovery Part 2/2 - Finally Recovered (USR)
- 2008 : I Got To Be Me (Absurd Audio)
- 2008 : Back 2 Basick (Dual Kore)
- 2008 : The Last VLP Tracks (North)
- 2009 : The Cheesy as Heel EP (Tafkat, Mr Courage)
- 2009 : The CoffeeCore Mixtape (Mr Courage)
- 2009 : Sloop Die Speakers! (Thunderdome 2009 Anthem) (avec Neophyte) (Thunderdome Records)
- 2010 : Thanks for Your Support, Here is a Gift In Return
- 2012 : The Rockarolla Album Sampler Vol.1 et 2
- 2013 : XTRM Is What We Are (avec Akira) (PRSPCT XTRM)
- 2013 : The Uncontrollable Terrorhead EP
- 2013 : Work Ethic to Feed the Terrorheads EP
- 2014 : Full Force Focus EP
- 2014 : Loyal Like A Dog EP
- 2016 : Back Up For My Back Up EP
- 2016 : Bring Me Beer EP (avec The Unfamous)